# Rodež
Rodež – wieś w Słowenii, w gminie Zagorje ob Savi. W 2018 roku liczyła 46 mieszkańców.